# Hemifentonia
Hemifentonia is een geslacht van vlinders van de familie tandvlinders (Notodontidae).

## Soorten
- H. inconspicua Kiriakoff, 1963
- H. mandschurica Oberthür, 1911
- H. styxana Schaus, 1928